# Входит ниндзя
«Входит ниндзя» (англ. Enter the Ninja) — американский художественный фильм с боевыми искусствами, снятый в 1981 году режиссёром Менахемом Голаном. Главные роли исполнили актёры Франко Неро, Сьюзан Джордж и японский мастер восточных единоборств Сё Косуги. Съёмки проходили на Филиппинах, изначально процессом руководил Эмметт Элстон, но потом на посту режиссёра его сменил Голан, сопредседатель кинокомпании Cannon Films.

## Сюжет
По окончании тренировок техникам ниндзюцу, проводившихся в Японии, ветеран американской армии Коул отправляется на Филиппины, чтобы навестить своего однополчанина Фрэнка и его жену Мэри-Энн, которые владеют небольшим участком земли и ведут фермерское хозяйство. Вскоре Коул выясняет, что Фрэнку не даёт покоя настырный бизнесмен Чарльз Венариус, предлагающий продать этот участок земли, ничего не говоря хозяевам о находящихся здесь скрытых нефтяных месторождениях. После неудачных переговоров Венариус нанимает головорезов, чтобы те силой заставили фермера продать им землю. Среди наёмников Коул узнаёт Хасегаву, своего недавнего знакомого по японским тренировкам; бизнесмен нанял его для убийства бывшего военного.

## Сиквелы
«Входит ниндзя» представляет собой первую часть серии из трёх фильмов. Кроме этого были сняты также такие картины как «Месть ниндзя» (1983) и «Ниндзя 3: Дух ниндзя» (1984), они, тем не менее, не являются прямыми продолжениями первоисточника и рассказывают несколько иные истории.